# Castello di Angers
Il castello di Angers, detto anche castello dei Duchi d'Angiò, si trova nella città di Angers, nel dipartimento del Maine e Loira, in Francia, su un promontorio che domina la Maine. Dopo che il sito fu frequentato sin dall'antichità per la sua posizione difensivo-strategica, i conti di Angiò vi posero la loro capitale, finché, sotto i Plantageneti, il Regno di Francia acquisì la contea di Angiò. Luigi IX fece costruire l'attuale castello nel XIII secolo, trasformato dai duchi d'Angiò nel palazzo signorile nel XV secolo dove Iolanda di Aragona partorì Renato d'Angiò. Nel XVI secolo, a seguito delle guerre di religione, il re Enrico III di Valois ordinò la distruzione del castello, ma solo la parte superiore delle torri venne abbattuta. Dopo che, durante la seconda guerra mondiale, la fortezza fu trasformata prima in una prigione e poi in presidio e deposito di munizioni, dalla metà del XX secolo ospita l'arazzo dell'Apocalisse e, gestita per quanto riguarda l'apertura al pubblico dal Centre des monuments nationaux, è una delle attrazioni più visitate del Maine e Loira.

## Storia
La posizione del castello di Angers è strategica in quanto si trova sul fianco occidentale della collina della città, il punto più alto di Angers, con i suoi 47 metri di altezza sul livello marino. Il castello si sviluppa su un'area la cui altezza oscilla tra i 35 e i 45 metri. Si affaccia sul fiume Maine, che scorre a un'altitudine sul livello marino di circa 20 metri. La collina è composta di scisto d'ardesia, materiale molto estratto nel periodo medioevale.

### Prime occupazioni

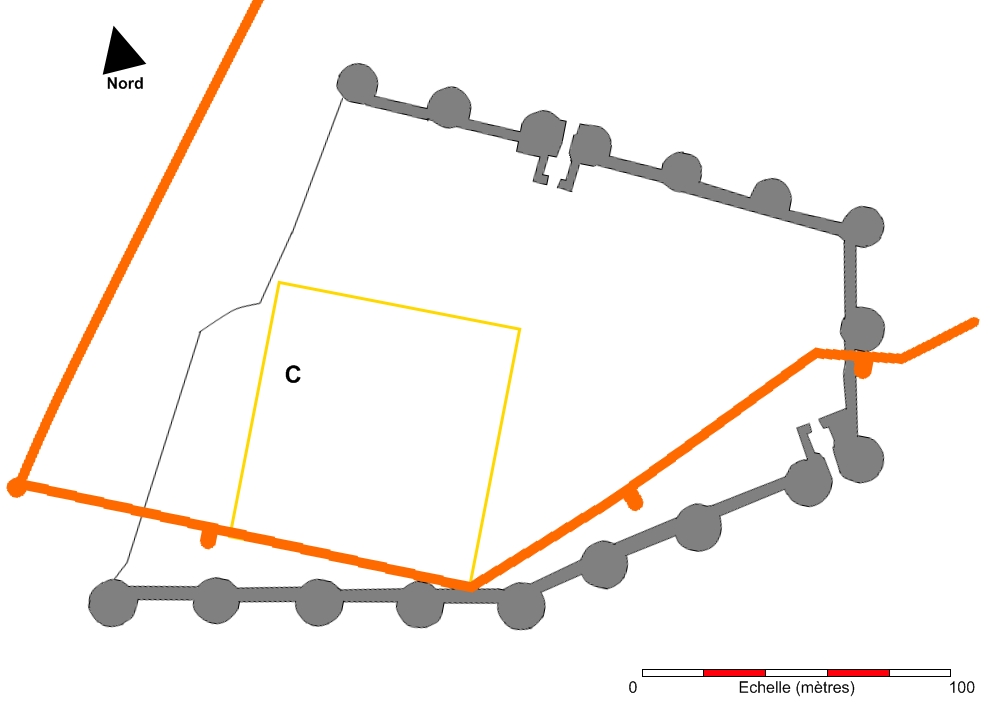
Gli insediamenti antichi sul sito

Nel 1997 venne rinvenuto un tumulo a ovest della corte, sotto i resti del vecchio castello della contea. Costruito intorno al 4500 a.C., il tumulo consisteva in quattro o cinque camere sepolcrali, costruite con muri a secco, alcune delle quali sono collegate all'esterno tramite un corridoio. È di circa 17 metri di diametro, è rafforzato sul lato sud con un contrafforte ed è costituito interamente da lastre di scisto; la fattura delle lastre lascia intendere la padronanza nella lavorazione dell'ardesia presente nel Neolitico.
La teoria di un insediamento gallico della tribù degli Andecavi sul sito fu a lungo tempo respinta per le poche prove a sostegno dell'ipotesi. Tuttavia la campagna di scavi preventivi condotta tra il 1992 e il 2003 potrebbe finalmente dimostrare l'esistenza di un villaggio esistito tra la fine degli insediamenti di La Tène (80-70 a.C.) e il periodo augusteo (10 a.C.). La presenza di reperti archeologici e di resti di un muro con travi orizzontali e la scoperta di una suddivisione dell'area in settori permettono di riconsiderare l'ipotesi di un villaggio gallico sul sito del castello.
Durante l'occupazione romana, verso la fine del I secolo, il sito venne trasformato in una vasta piattaforma di 3 600 m² circondato da mura con contrafforti che si affacciava sulla Maine. Vennero edificati un tempio e le sue dipendenze, con due stanze termali: una con un camino e un impianto di scarico delle acque, l'altra con delle condutture di tubi che portarono l'acqua calda al palazzo comitale fino al X secolo. Alla fine del III secolo la migrazione dei popoli germanici fece piombare la zona in un crescente stato di insicurezza: di conseguenza, la gente del posto si rifugiò nella città di Giuliomago, l'antica Angers, attorno alla quale venne eretta un'alta cinta muraria di 10-12 metri. Parte dei bastioni gallo-romani che attraversano l'attuale castello da ovest a est, lungo l'antica rocca del I secolo, furono distrutti per costruire le attuali mura. All'estremità occidentale, nella galleria dell'Apocalisse, nella cappella di Saint-Laud, si trovano i resti di un'antica torre difensiva. Esisteva anche una porta denominata "porta Chanzé", i cui resti sono sepolti nel bastione sud-ovest.
Gli scavi condotti tra il 1992 e il 2003 hanno dimostrato l'occupazione del sito tra il VII e il IX secolo. Sono stati trovati resti di edifici di buona qualità costruttiva e di giardini che corrisponderebbero a una residenza episcopale: ciò concorda col fatto che il vescovo di Angers risulta proprietario del sito del castello durante la metà del IX secolo.

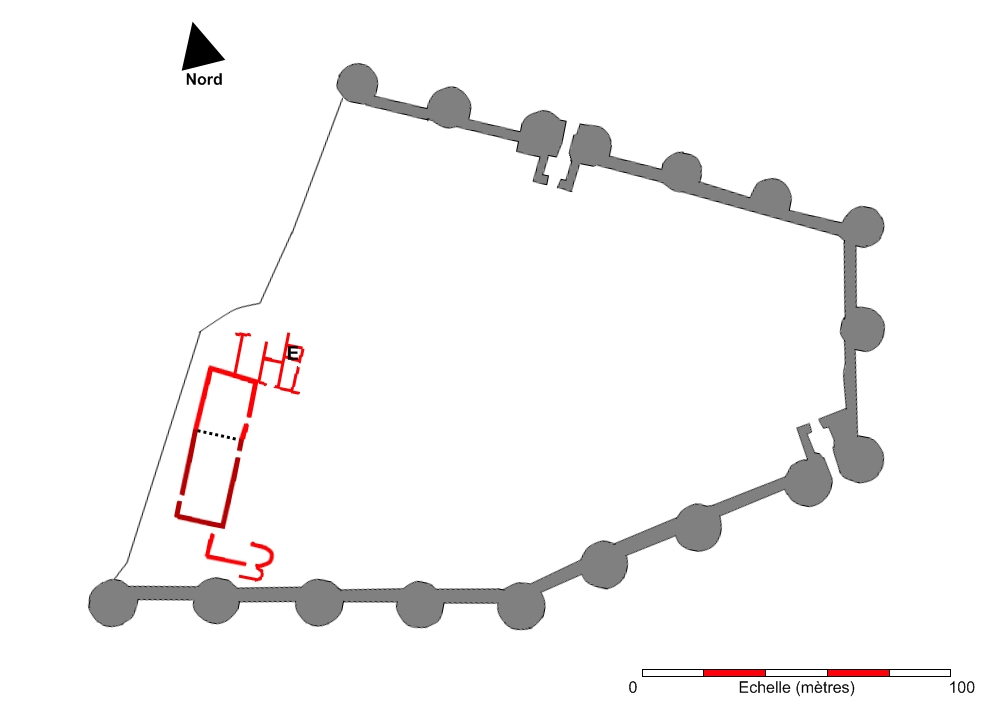
L'area occupata dall'antico palazzo rispetto all'edificio attuale: si trovava sul lato vicino al fiume

### Palazzo comitale
Nell'851 il vescovo di Angers, Dodone, permise al conte di Angiò di stabilirsi sulla propria terra, "vicino alla cinta". Nonostante questa posizione permettesse una perfetta visuale del Maine in un momento in cui Angers era vulnerabile per le incursioni dei Normanni, ciò non impedì a questi ultimi di saccheggiare più volte la città. Allo stesso tempo anche i Bretoni compirono diverse incursioni e conquistarono una parte del territorio angioino. In quel periodo di incertezza e di invasioni i conti di Angiò costruirono quello che sarebbe diventato il palazzo comitale, su volontà del re Carlo il Calvo. Tale castello non fu mai assediato e venne scarsamente fortificato, perché i conti di Angiò gradualmente sottomisero il Poitou, il Maine, la Normandia e l'Aquitania. Viene quindi menzionato come palazzo residenziale e non come fortezza, e pertanto era prevalentemente composto da edifici abitativi.
Fu costruita una grande sala da pranzo all'estremità occidentale del promontorio, che poggiava sull'antica cinta gallo-romana: negli scritti dell'epoca viene nominata una torre, probabilmente identificabile con una parte delle fortificazioni antiche. La cappella di Sainte-Geneviève, la chiesa del palazzo, accolse alla fine del IX secolo le reliquie di San Laudo, che gradualmente diedero il nome al luogo di culto. Nel X secolo venne eretto un forno su basi di colonne trovate durante gli scavi di fondazione. Nell'XI secolo fu ampliata la Sala Grande verso nord da 300 a 500 m².
Nel XII secolo il palazzo passò sotto il controllo della dinastia dei Plantageneti, e nel 1131 o 1132 venne devastato da un incendio; durante la ricostruzione, la Sala Grande fu restaurata e dotata dell'attuale porta. Gli appartamenti continuarono ad ampliarsi verso la parte nord e sud del cortile, e infine la nuova cappella San Laudo fu eretta immediatamente fuori dalle mura romane, che rimangono nelle fondazioni del suo lato settentrionale: si tratta di una cappella a una sola navata a volta a botte spezzata, con una sola cappella radiale rivolta a sud.
Con l'Angiò diventato parte del regno plantageneto il palazzo perse il suo ruolo di centro politico, e i Plantageneti radunarono la loro corte ad Angers molto raramente. L'intero palazzo piombò quindi nel degrado.

### Fortezza reale

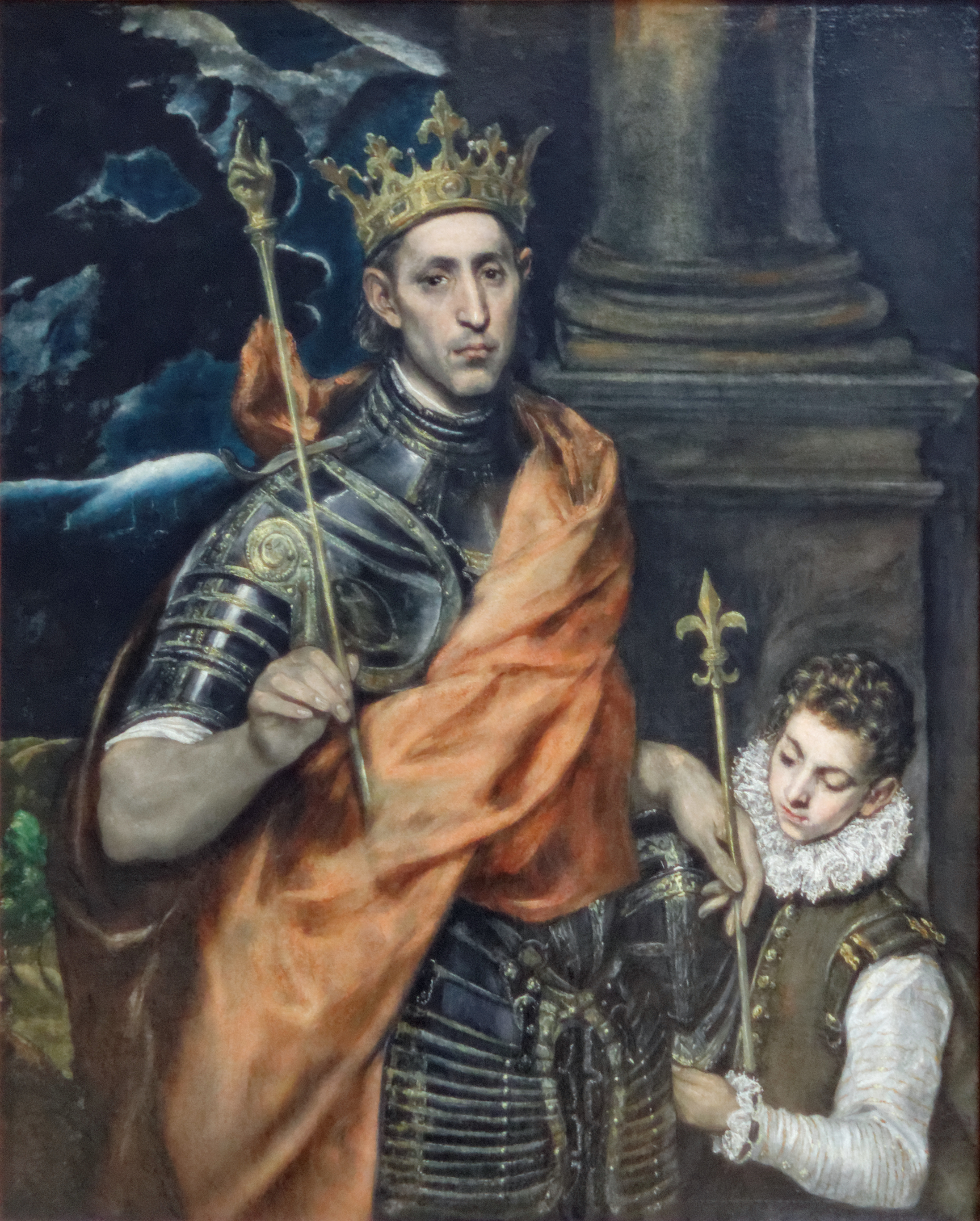
El Greco, San Luigi, re di Francia, ed un paggio, 1585-1590

Nel 1214, dopo la battaglia di Bouvines e quella di Roche-aux-Moines, il re di Francia Filippo Augusto conquistò l'Angiò a Giovanni Senza Terra e unì la provincia al territorio del regno, avvicinando così i confini al Ducato di Bretagna, territorio ostile alla Francia. I Bretoni riuscirono a conquistare Angers nel 1227, ponendo a guardia dell'Angiò il duca Pietro I di Bretagna, ma furono subito cacciati dalle truppe della reggente Bianca di Castiglia e di Luigi IX. Bianca iniziò subito dopo la costruzione di una fortezza reale per contrastare le azioni dei Bretoni; per fare ciò venne ampliato un castello con cinta muraria preesistente la cui costruzione era stata iniziata da Giovanni Senza Terra nel 1202. I canonici di San Laudo e parte degli abitanti della città vennero espulsi per erigere una fortezza estesa oltre 2,5 ettari. Quasi un quarto del vecchio quartiere religioso di Saint-Maurice d'Angers fu distrutto per permettere l'espansione dell'edificio. Come materiale da costruzione venne usato lo scisto presente nelle rocce del luogo: l'estrazione della pietra, effettuata ai piedi dei bastioni, contribuì ad ampliare i fossati. Per la costruzione del castello il re pagò più di 5 000 lire e venne istituita una tassa per i cittadini di Angers; la costruzione richiese una decina di anni (1230-1242), conferendo all'edificio il suo attuale aspetto: essa era, come è ancor'oggi, caratterizzata dalla presenza di una cinta di oltre 800 metri di lunghezza intervallata da 17 torri. Solo il lato nord, ripido, di fronte alla Maine, non fu mai dotato di torri. Luigi IX decise anche di dotare la città di mura di cinta.
L'Angiò venne quindi concesso in appannaggio al fratello di Luigi IX, Carlo I di Sicilia, colui che avrebbe dato origine alla dinastia degli Angioini. Anche se Carlo venne richiamato dal papa in Italia, non trascurò il castello di Angers, garantendo il suo mantenimento e miglioramento; si ispirò proprio a questo castello per costruire il Maschio Angioino a Napoli. I suoi successori, però, si preoccuparono poco della fortezza, che ritornò di proprietà del re nel 1290: Angers perse quindi il suo ruolo politico e il palazzo tornò nuovamente nell'oblio.

### Castello ducale
Divenuto l'Angiò un ducato nel 1360, una nuova dinastia, successiva a quella dei Valois, si insediò ad Angers. Luigi I d'Angiò vi soggiornò di rado, così come il suo successore Luigi II. Luigi I, tuttavia, nel 1370 sistemò l'alloggiamento del siniscalco dietro la porta della città, poi restaurò la Sala Grande, che fu dotata di nuove finestre più grandi e fu arricchita della presenza di un grande camino. Fece anche costruire una nuova cucina, quattro volte più grande dell'adiacente e più antica risalente al periodo comitale e incaricò il suo architetto e contabile, Macé-Delarue, della manutenzione e riparazione del castello.
Il suo successore, Luigi II, fece erigere intorno al 1410 l'ala Reale. Iolanda d'Aragona, moglie di Ludovico II, fece costruire una nuova cappella per ospitare la reliquia della Croce di Lorena o Vera Croce d'Angiò, che in precedenza era ospitata presso l'Abbazia di La Boissiere, dove però risultava minacciata dagli inglesi. Nel 1409 diede alla luce, negli appartamenti del castello, suo figlio Renato. Il castello venne anche rinforzato in previsione delle incursioni inglesi: nel 1443 il I duca di Somerset John Beaufort sbarcò in Normandia con 8 000 uomini e giunse alle porte di Angers. Una salva di artiglieria sparata dal castello uccise uno dei capitani di Somerset, che decise di togliere l'assedio per porlo al castello di Pouancé. Sotto il regno del duca Renato d'Angiò, l'ala Reale fu arricchita di una galleria e sempre il duca, nel 1450, fece costruire anche un corpo di guardia e vari altri edifici.

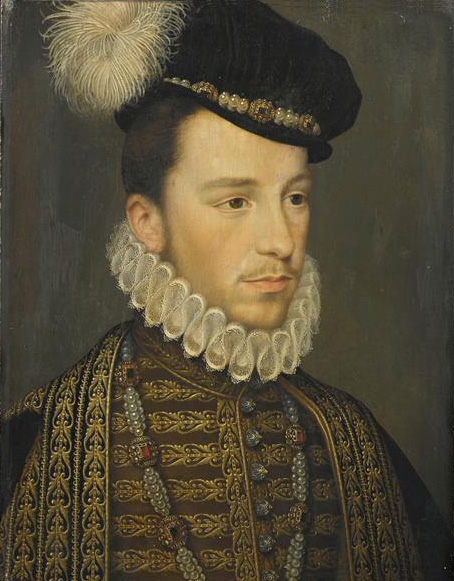
Jean de Court, Enrico III prima della sua ascesa o suo fratello il duca di Alençon, 1570 circa

### Ritorno sotto l'autorità reale
Renato d'Angiò entrò in conflitto con suo nipote, re Luigi XI di Francia, riguardo all'eredità del ducato. Luigi XI decise di prenderlo con la forza e si presentò ad Angers nel 1474 seguito dal suo esercito, costringendo così Renato a cedergli le terre. Luigi XI installò subito un presidio nel castello e ne affidò il comando a Guillaume de Cerisay. Nel 1485 Carlo VIII fece scavare nuovamente i fossati che fino ad allora erano rimasti appena abbozzati e quindi lasciati in disuso. Successivamente, Jean Bourre venne nominato capitano del castello e lo dotò di artiglieria.
Nel 1562 venne deciso di adeguare il castello alle nuove tecniche di guerra. L'architetto Philibert Delorme fu nominato responsabile dei lavori che furono realizzati da Jehan de l'Espine: venne posta l'artiglieria sulle terrazze a sud, dal lato del cortile, e dietro alla parete nord tra la porta e la casa del governatore, dove si trovano incastrate delle palle di cannone. Venne costruito un bastione avanzato di fronte alla porta dei campi, e i fossati vennero nuovamente allargati.
Nel 1585, durante le guerre di religione, i cattolici e i protestanti combatterono per il possesso del castello, ed Enrico III diede l'ordine di raderlo al suolo in modo che nessun'altra fazione potesse utilizzarlo contro di lui. Fu il governatore del castello, Donadieu de Puycharic, l'incaricato della demolizione: le torri vennero abbassate e la merlatura abbattuta, ma la demolizione fu lenta e venne sospesa per sei volte, poi finalmente abbandonata alla fine delle guerre. Le gru per la demolizione della fortezza restarono piantate sul sito fino alla metà del XVIII secolo.
Nel 1595 vennero approntate nuove terrazze di artiglieria, dotando il castello di poderose opere di difesa; contemporaneamente le feritoie per balestre furono riadattate per i cannoni.
Il castello era ancora abitato nel 1648, quando i cittadini di Angers si ribellarono contro il governatore, e poi di nuovo durante il movimento de La Fronda. Il castello fu quindi utilizzato come prigione e casa di riposo per invalidi. Nel 1661 Luigi XIV ordinò a d'Artagnan di arrestare Nicolas Fouquet, sovrintendente delle finanze reali, che il sovrano sospettava di appropriazione indebita di dodici milioni di lire dal Tesoro Reale: dopo il suo arresto nel castello di Nantes, Fouquet fu portato al castello di Angers dove visse per tre settimane. Nel corso del XVIII secolo alloggiò nel palazzo una piccola guarnigione comandata da un luogotenente del re e il castello cominciò a soffrire la mancanza di manutenzione.

### Dalla Rivoluzione a oggi
Durante la Rivoluzione, nel 1789, il castello divenne la sede del Comitato rivoluzionario di Angers. A inizio del messidoro dell'anno I (fine giugno 1793) i vandeani, di ritorno dalla Virée de Galerne, assediarono invano la città e la sua fortezza. Questa venne poi nuovamente utilizzata come prigione durante il Terrore e le guerre di Vandea.
Nel 1806 venne autorizzata la demolizione del fortino della porta dei Campi per la costruzione di un viale, e il castello fu trasformato l'anno seguente in carcere civile e militare. Nel 1813 la cappella venne modificata per detenere duecento marinai inglesi prigionieri delle guerre napoleoniche. Due anni più tardi, dopo la definitiva sconfitta di Napoleone Bonaparte, i prussiani occuparono la fortezza che fu restituita solo nel 1817 all'esercito francese, che l'adibì ad arsenale e guarnigione. Nel 1857 il Consiglio Generale divenne il proprietario del castello per la somma di 20 000 franchi, ma si dovette occupare della manutenzione delle parti storiche del sito. Il castello fu classificato come monumento storico di Francia nel 1875 per proteggere il palazzo dagli interventi dell'esercito francese, che avevano danneggiato la casa Reale e la cappella costruendo strutture militari.
Nel 1912 la città di Angers prese in affitto i fossati e i giardini e nel 1936 vi collocò cervi e caprioli. Si aprirono quindi negoziati sulla proprietà del castello tra l'esercito e la Direction générale des Beaux-Arts (Direzione Generale delle Belle Arti). Nel mese di luglio del 1939 le trattative si conclusero e vennero delineati dei piani di restauro, ma il progetto fu interrotto dalla seconda guerra mondiale: i tedeschi occuparono il sito e lo adoperarono come deposito per le munizioni. Il 15 e 16 maggio 1944 l'esercito tedesco evacuò gli uomini presenti e le munizioni per paura dei bombardamenti alleati; dieci giorni dopo, il 25 e 26 maggio, Angers subì il suo primo bombardamento: sei bombe caddero sul castello, di cui tre all'interno della cinta muraria. Una volta della cappella cedette, la casa Reale prese fuoco e i tetti crollarono.

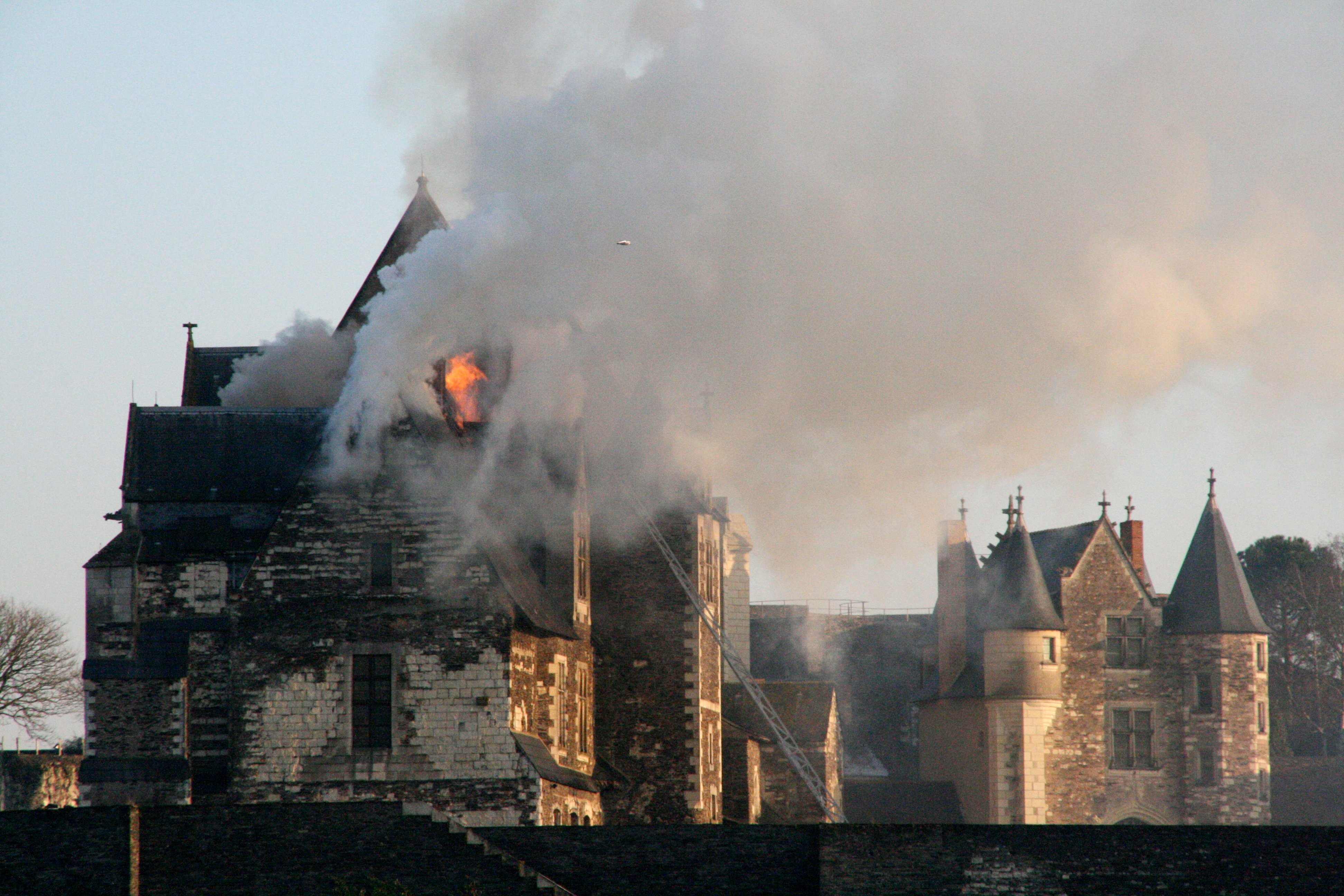
L'incendio del castello, 2009

Nel 1945 iniziò la ricostruzione della cappella sotto la direzione dell'architetto Bernard Vitry; gli edifici militari più modesti furono smantellati. Nel 1948 vennero sistemati i giardini e il castello venne aperto al pubblico. Il restauro della cappella venne completato in tre anni e questa venne inaugurata dal vescovo di Angers. Nel 1952 fu presa la decisione di costruire un apposito edificio per ospitare l'arazzo dell'Apocalisse, che fu poi inaugurato il 30 luglio 1954. Tra il 1970 e il 1979 il quai Ligny (il bacino fluviale di attracco) venne gradualmente demolito a favore della città per sviluppare ampie strade sulla riva sinistra della Maine, liberando così la vista delle mura.
Tra il 1992 e il 2003 una serie di scavi archeologici preventivi furono condotti dall'AFAN e dall'INRAP durante i lavori di ristrutturazione della galleria dell'Apocalisse: questi scavi permisero la scoperta dei resti del palazzo comitale e delle tracce delle occupazioni neolitiche, galliche e romane. Nel 2007 venne rimodernata la zona della reception e della biglietteria. Nel febbraio 2009 fu preparato un nuovo spazio per la galleria dell'Apocalisse, dove inoltre si possono ammirare, tramite una vetrata, i resti degli insediamenti antichi e delle mura del palazzo comitale.
Il 10 gennaio 2009 un incendio scoppiato a causa di un guasto di un radiatore elettrico distrusse la casa Reale. Grazie al pronto intervento dei dipendenti i preziosi arazzi vennero messi al sicuro e non subirono danni; il tetto dell'edificio, tuttavia, fu distrutto, con un danno stimato in 2 milioni di euro. Il ministro della Cultura Christine Albanel promise la ricostruzione dell'edificio danneggiato il secondo trimestre dello stesso anno, anche se alla fine ci vollero ben tre anni e un costo triplo rispetto a quanto preventivato. L'incendio non danneggiò solo il tetto, ma l'apporto d'acqua per spegnerlo rovinò anche la muratura, richiedendone una radicale ricostruzione. L'ABF (che si occupa della tutela del patrimonio degli edifici storici francesi) colse l'occasione per rendere il monumento accessibile alle persone con mobilità ridotta con l'installazione di un ascensore.

## Architettura
L'aspetto esterno della fortezza risale quasi interamente ai tempi di Luigi IX, noto come San Luigi, e richiama il ruolo militare del castello in modo monumentale. Al contrario, gli interni e gli edifici della corte, successivamente costruiti tra Luigi I d'Angiò e Renato d'Angiò, ricordano il ruolo residenziale della Corte d'Angiò tra i secoli XIV e XV.

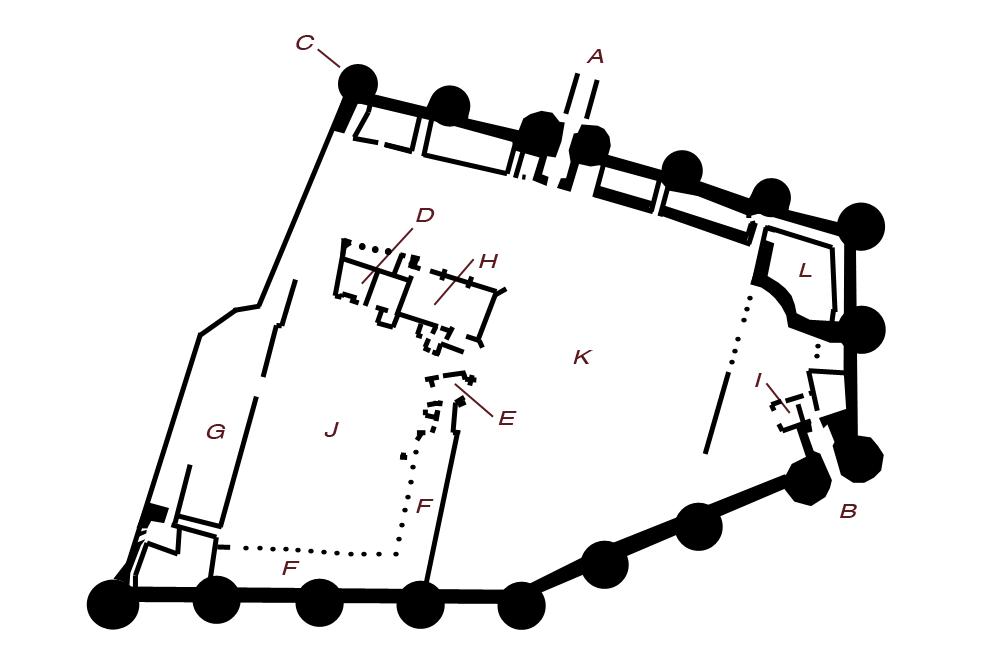
Mappa del complesso. A: porta della città; B: porta dei campi; C: torre del mulino; D: loggia regale; E: castelletto; F: galleria dell'Apocalisse; G: sala grande; H: cappella; I: alloggio del governatore; J: corte; K: giardino; L: giardino sulla terrazza.

La struttura si sviluppa su un'altura, quasi trenta metri più in alto rispetto al sottostante fiume. I giardini del castello circondano il complesso palatino a sud e a est e sono racchiusi dalle mura; queste cominciano dalla cosiddetta Torre del Molino, affacciata sul fiume sottostante, esposta verso nord, e sono arricchite da diciassette torrioni: proseguendo verso sud-est, tra il terzo e il quarto si apre la porta della Città, rivolta a nord-est, dopo che le mura hanno curvato bruscamente verso sud-ovest, tra il nono e il decimo si apre la porta dei Campi, diametralmente opposta ed esposta a sud-ovest. Dove i bastioni costituiscono le torri laterali di una porta, sono posti più ravvicinati tra di loro. In corrispondenza della porta dei Campi, il muro che circonda il complesso svolta verso nord-ovest, per poi proseguire, con una leggera curvatura, in questa direzione.
Il lato verso il fiume, che prospetta verso nord-ovest, non è fortificato. È lungo questo lato che si sviluppa, attorno a una corte, il nucleo centrale del complesso: ponendo il punto d'osservazione al centro della corte, verso il fiume si trova un'area che un tempo ospitava la cosiddetta Sala Grande, della quale rimane solo la porta d'accesso; proseguendo in senso antiorario la corte è circondata su due lati dal loggiato dell'Apocalisse, culminante nella sua estremità orientale in quello che è noto come Castelletto; chiude la corte il corpo principale del complesso, costituito dalla loggia reale e dalla cappella palatina. Nell'area più orientale della struttura, al di là del cortile e a ridosso della Porta dei Campi, si trovano un cortiletto posto su una terrazza e l'alloggio del Governatore.

### Mura e torri

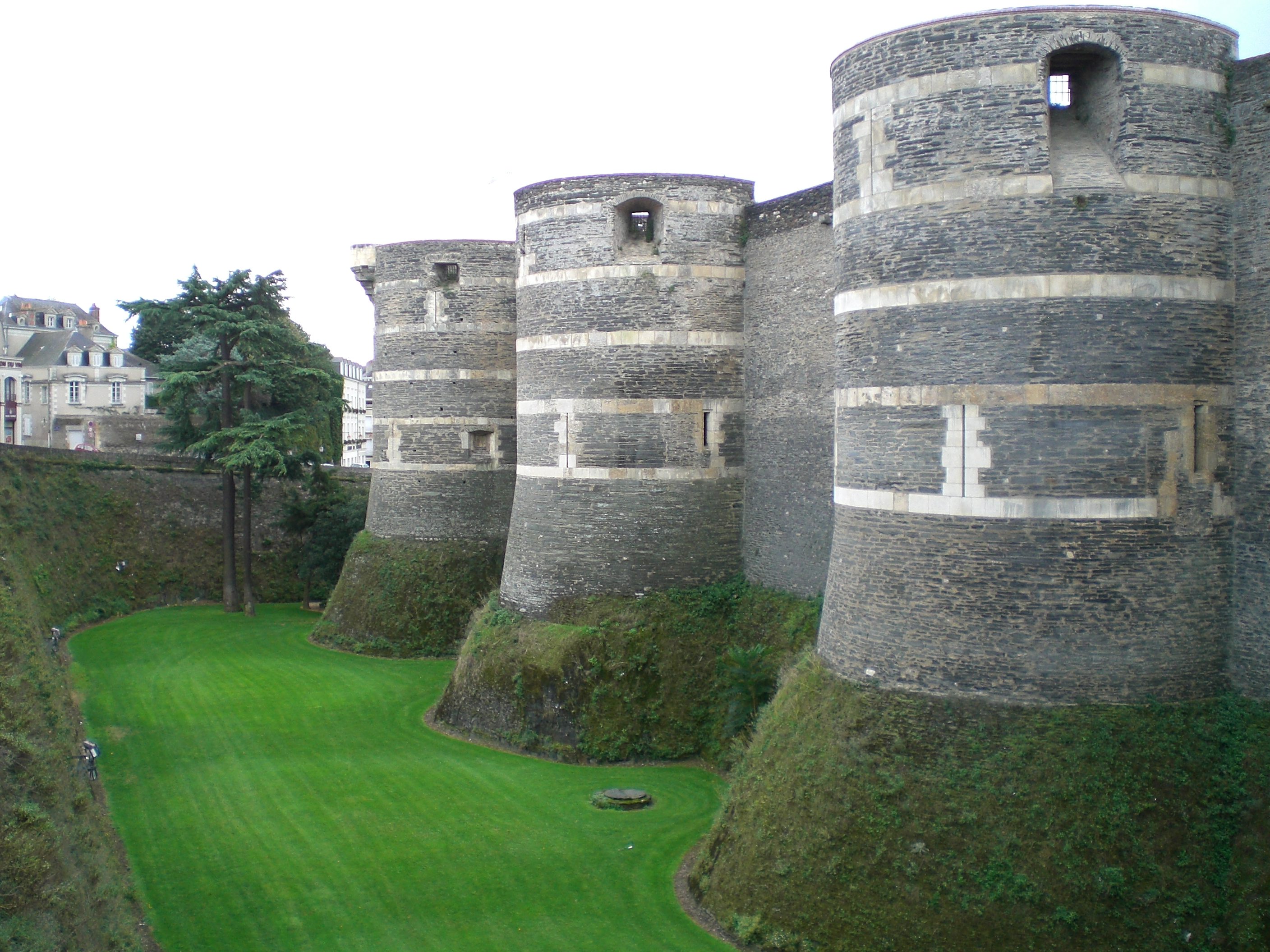
Il tratto nord-orientale delle mura visto dalla porta della città

La fortezza fatta costruire da San Luigi nel 1230 comprende diciassette torri costituite da un'alternanza di scisto e tufo. Queste sono alte trenta metri circa, larghe diciotto metri di diametro e collegate le une con le altre. In passato esisteva una diciottesima torre, fuori dalle mura verso la Maine, la torre Guillon, che veniva utilizzata per l'approvvigionamento del castello e che fu demolita nel 1832. Le imponenti mura costruite tra il 1230 e il 1240 su iniziativa di San Luigi si sviluppano su una circonferenza di circa 800 m di lunghezza. In tutto la fortezza copre un'area di 25 000 m². Nel lato nord, il ripido strapiombo ha fatto sì che non fosse ritenuto necessario applicarvi opere difensive. Tra i torrioni terzo e quarto e nono e decimo si aprono due porte, note come Porta della Città e Porta dei Campi.
I sistemi di difesa del castello comprendevano anche le mura della città: nel 1422, durante la guerra dei cent'anni, si diceva che il centro abitato era una sorta di bastione inferiore della fortezza. Nel 1537 la città di Angers era detta addirittura "il cortile del castello".

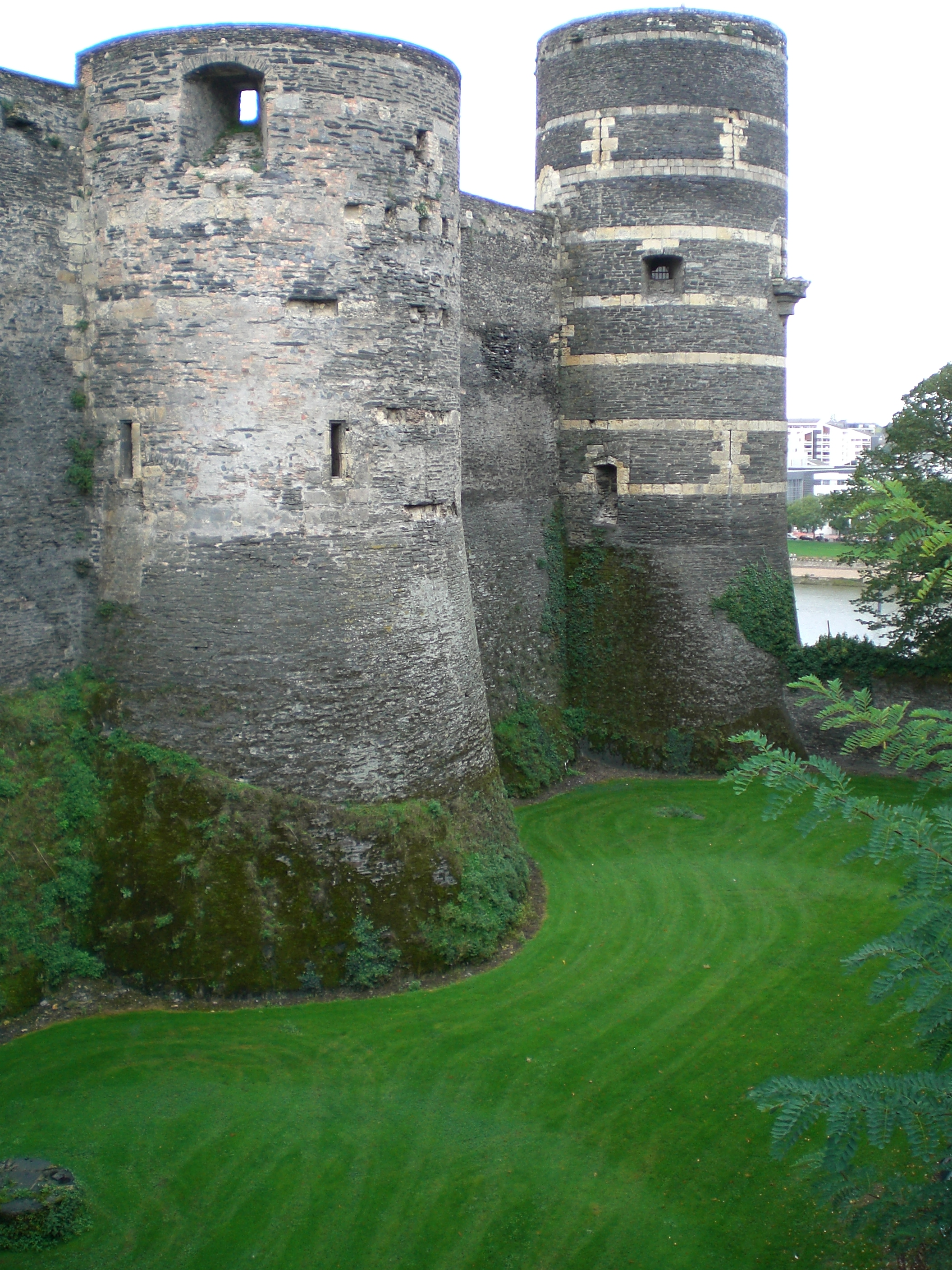
La torre del mulino vista da est

#### Torre del mulino
Con i suoi 40 metri, la Torre del mulino è la più alta della cinta. Deve il suo nome al fatto che nel XVI secolo sorreggeva un mulino a vento, ma fungeva pure da torre di guardia. Fu ristrutturata nel XVI secolo dopo il livellamento delle torri, finalizzato a far spazio ai cannoni; le torri, un tempo, erano alte più di 12 metri e coperte da una garitta in ardesia. A destra di questa torre troviamo i bastioni di Donadieu de Puyaric, che vennero eretti per rinforzare le vecchie cortine di Luigi d'Angiò, danneggiate dalla parziale distruzione ordinata da Enrico III. La terrazza della porta dei Campi domina il giardino del fossato del castello, una piattaforma invece domina la Maine.

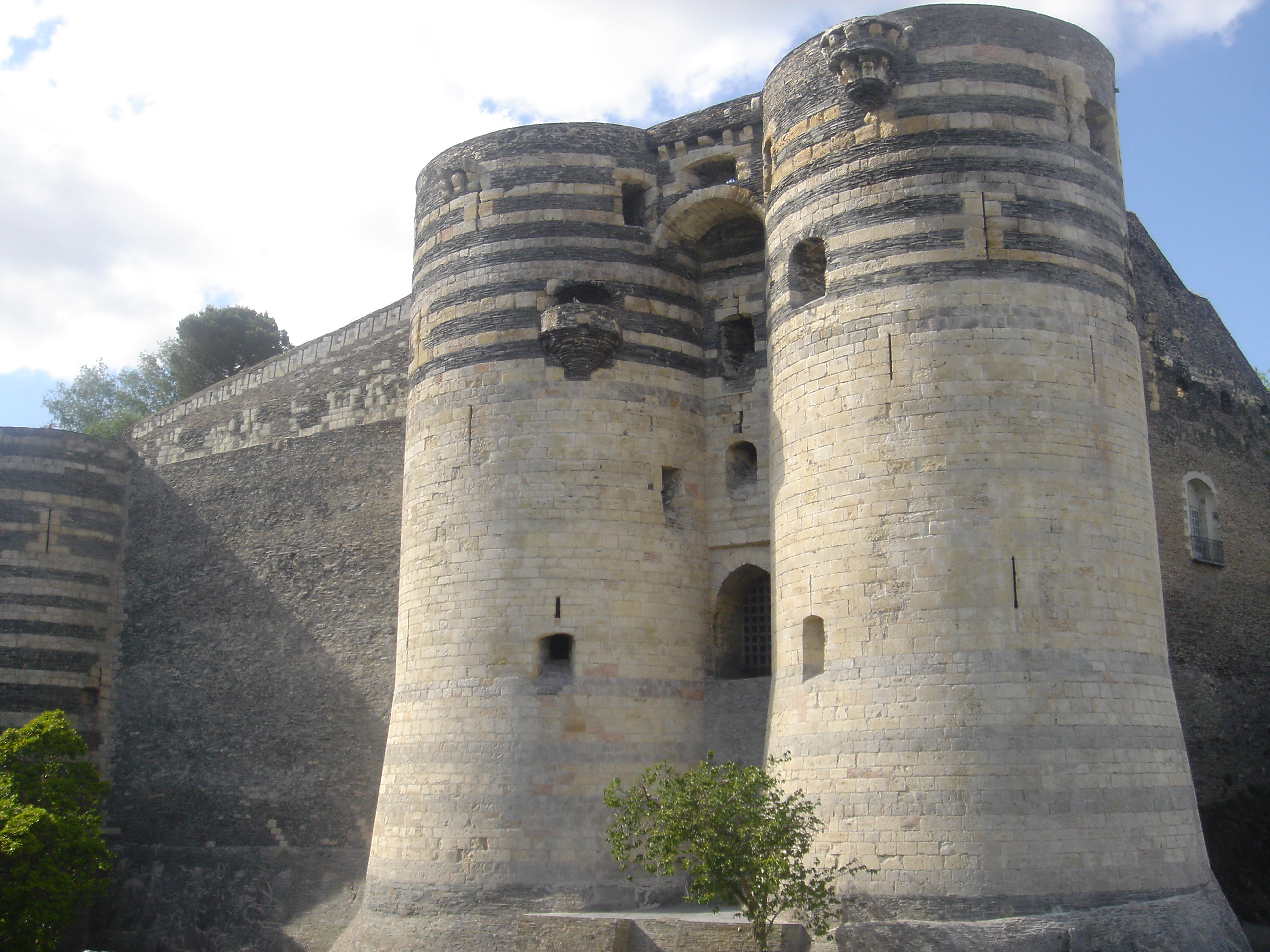
Veduta frontale della porta dei Campi

#### Porta dei Campi
La porta dei Campi, rivolta a sud-est, consente il collegamento tra il castello e la città. Si presenta per due terzi costituita da pietra calcarea, mentre l'ultimo terzo contiene strati alternati di calcare e scisto.
Due torri fiancheggiano una porta carraia, a cui si accedeva tramite un ponte levatoio, poi da un altro ponte che doveva essere azionato da una singola catena a partire da un'apertura sopra la porta.
L'ingresso era protetto da quattro arcieri (due per lato) disposti in maniera sfalsata sui quattro piani a disposizione per ogni torre; questo era inoltre poi difeso con un sistema di doppia saracinesca, con una buca assassina tra queste due. Infine, a rafforzare quest'ingresso molto ben difeso, venne aggiunta una porta, della quale rimangono le tracce di una cerniera e una chiusura.
All'ingresso si trova una sala a volta del XIII secolo che sosteneva le camere di guardia e che ora sorregge le stanze del governatore.
Per ricordare i 600 anni del regno di Renato, l'Atelier Perrault Frères costruì un ponte provvisorio.

#### Porta della città

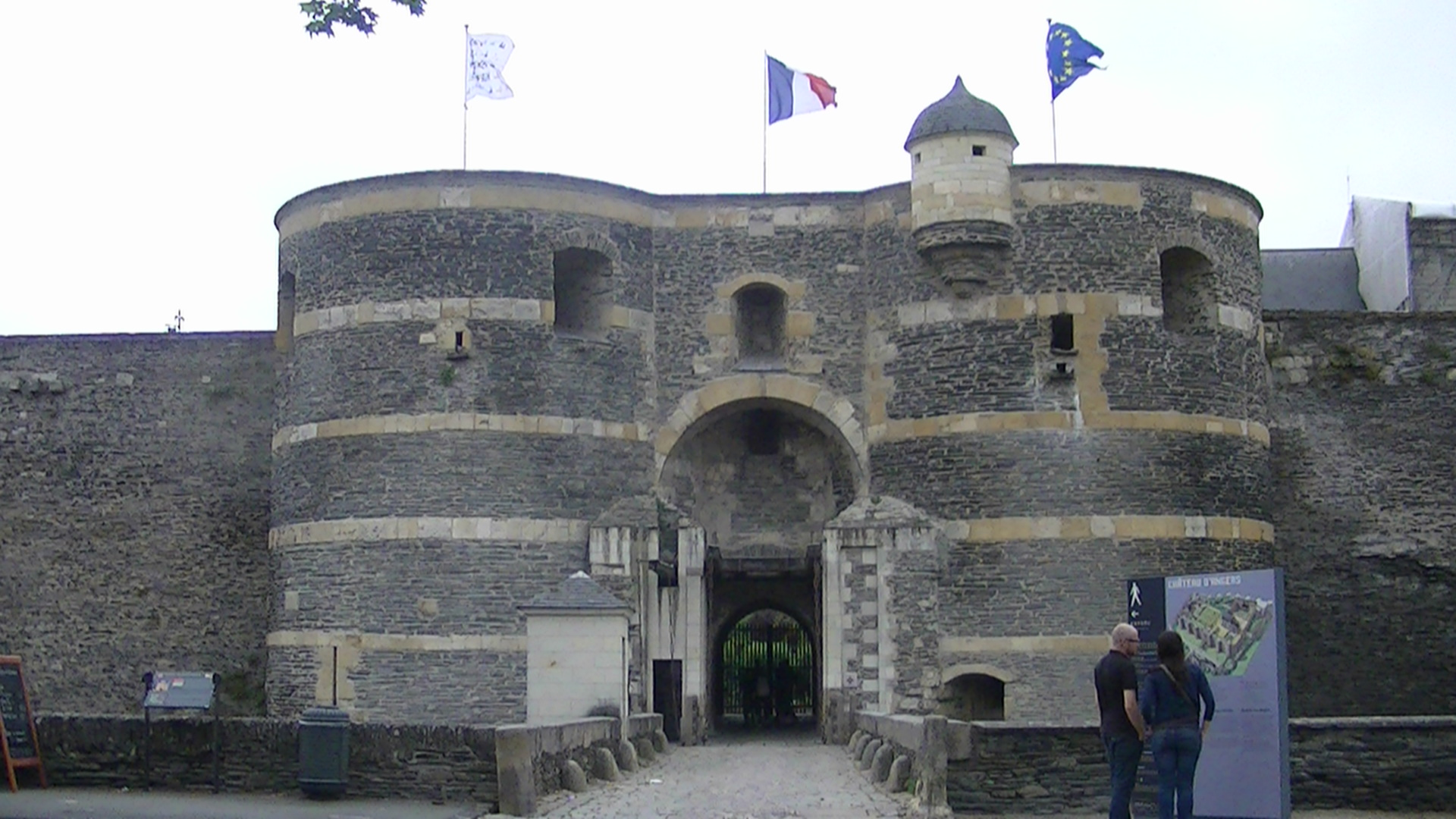
Veduta frontale della porta della città

Anche la porta della città, rivolta verso nord, assicura il collegamento tra il castello e la città. Rispetto alla porta dei Campi è di costruzione meno curata e costruita principalmente di scisto, con delle sottili linee di calcare. L'ingresso della porta della città è affiancato da due torri circolari, la terza e la quarta. Questa porta fu ricostruita nel XV o XVI secolo per ospitare due ponti levatoi: uno doppio per far passare i carri, e l'altro per l'attraversamento pedonale.
La sua difesa era simile alla porta dei Campi. C'erano diverse saracinesche e guardiole per molti arcieri, alcune delle quali vennero trasformate in cannoniere. Dietro alla porta c'erano le sale delle guardie, sovrastate da un arco. Queste stanze vennero poi rimaneggiate sotto Luigi I.

#### Fossati
I fossati furono scavati durante la costruzione della fortezza sotto il regno di San Luigi: a sud separavano il castello, costruito sull'omonima collina, dal sobborgo di Esvière, a nord segnavano il confine tra la città e il castello. Vennero ampliati nei secoli XIV e XVI e attualmente raggiungono 11 m di profondità e 30 m di larghezza. Sebbene la Maine passi ai piedi del castello, quindi ci sia abbondanza di acqua, i fossati non ne vennero mai riempiti interamente, soprattutto a causa della pendenza del terreno.
Sotto il re Renato i fossati furono trasformati in corridoi per lo svolgimento di tornei, molto amati dal duca; Nel XVIII secolo divennero giardini e orti. La città di Angers li acquisì nel 1912, e dal 1936 al 1999 vi furono introdotti daini e cervi. Attualmente i fossati ospitano dei giardini.

### Complesso interno

#### Cortile

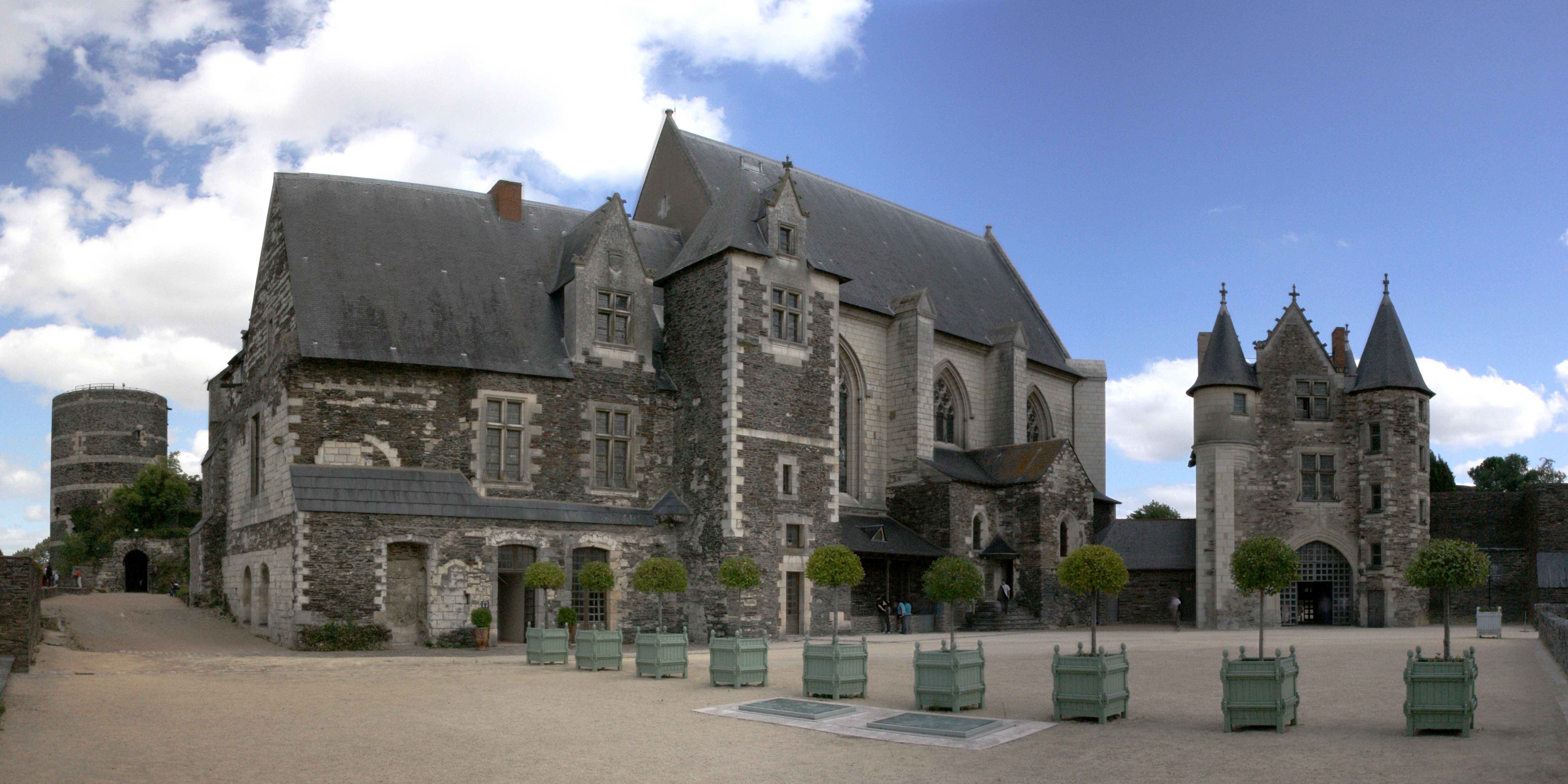
Il cortile superiore, cioè quello signorile

Il cortile è diviso in due parti. L'organizzazione degli edifici costruiti tra i secoli XIV e XV divide l'interno della fortezza tra il cortile basso, detto cortile della guarnigione, e il cortile signorile delimitato dalla Casa Reale, la cappella, il corpo di guardia e altri edifici demoliti (aree comuni, cucine), ora sostituiti dalla galleria dell'Apocalisse.

#### Strutture abbattute

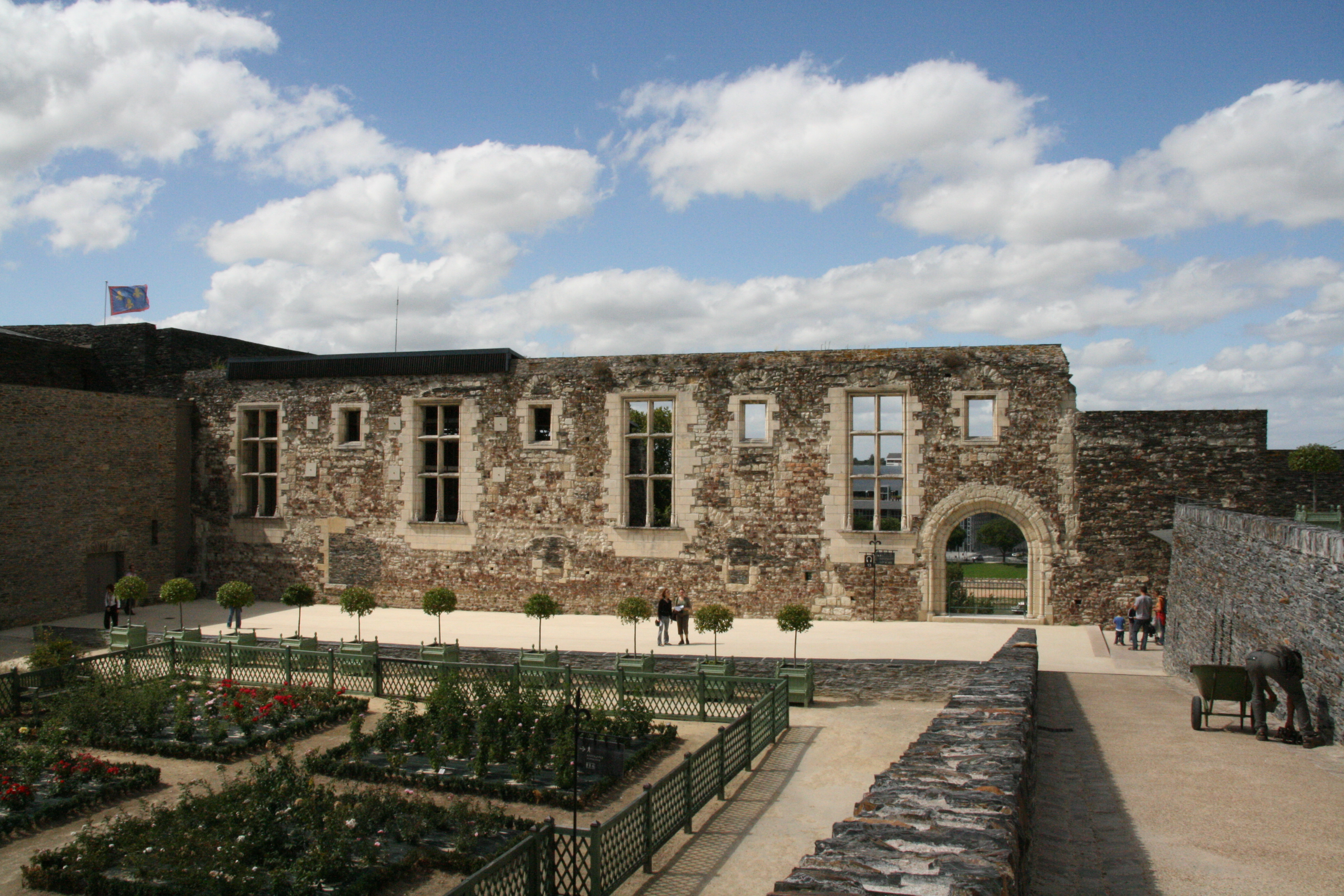
Facciata orientale della sala

##### Sala Grande
La sala Grande del castello di Angers risale al periodo comitale, cioè il IX secolo: si tratta di una sala per riunioni e cerimoniali dove il conte esercitava il potere. La prima sala, grande 300 m², fu ampliata nell'XI secolo fino a 500 m². Nel XII secolo, probabilmente dopo l'incendio del 1131, la sala Grande fu dotata di piccole finestre ad arco e della porta attuale, anch'essa semicircolare, decorata "a spina di pesce" (o "a zig-zag"). L'antica aula carolingia fu modificata nuovamente verso la fine del XIV secolo e vennero aperte grandi finestre "a montante" con doppio reticolo, dotate di sedili nella parte inferiore; tra l'una e l'altra di queste furono aperte piccole finestrelle. Fu anche installato un camino monumentale. La porta del XII secolo si è conservata fino a oggi, e dei documenti risalenti dal 1370 menzionano, dal lato della Maine, il progetto di costruzione delle finestre e del camino.

##### Cappella di Saint-Laud
Probabilmente nel castello esisteva già alla fine del IX secolo una cappella intitolata a santa Genoveffa, che ricevette in questo periodo le reliquie del vescovo di Coutances, Laudo, che diede il nome alla chiesa.
Verso il 1060 il conte d'Angiò Goffredo Martello creò un capitolo di canonici al fine di garantire il culto. La cappella fu distrutta una volta all'inizio del XII secolo, quindi ricostruita e consacrata dal vescovo di Angers Renaud Martigné l'8 giugno 1104. La chiesa venne nuovamente distrutta da un incendio e fatta ricostruire nel 1131 da Enrico II. Anche se parzialmente nascosta dalla ricostruzione del castello per opera di San Luigi, funse da cappella del castello fino al XIV secolo, quando venne sostituita dalla nuova cappella voluta da Iolanda d'Aragona.
I resti della cappella sono stati scoperti nel 1953 durante lo scavo della galleria dell'Apocalisse: si scoprì che misurava cinque metri per cinque ed era chiusa da una volta a botte in pietra semicircolare. Ci sono ancora, sulle colonne della parete nord, dei capitelli scolpiti. Ora la cappella è visibile dalla galleria dell'Apocalisse insieme ai resti di una torre gallo-romana.

### Strutture non abbattute o moderne

#### Galleria dell'Apocalisse

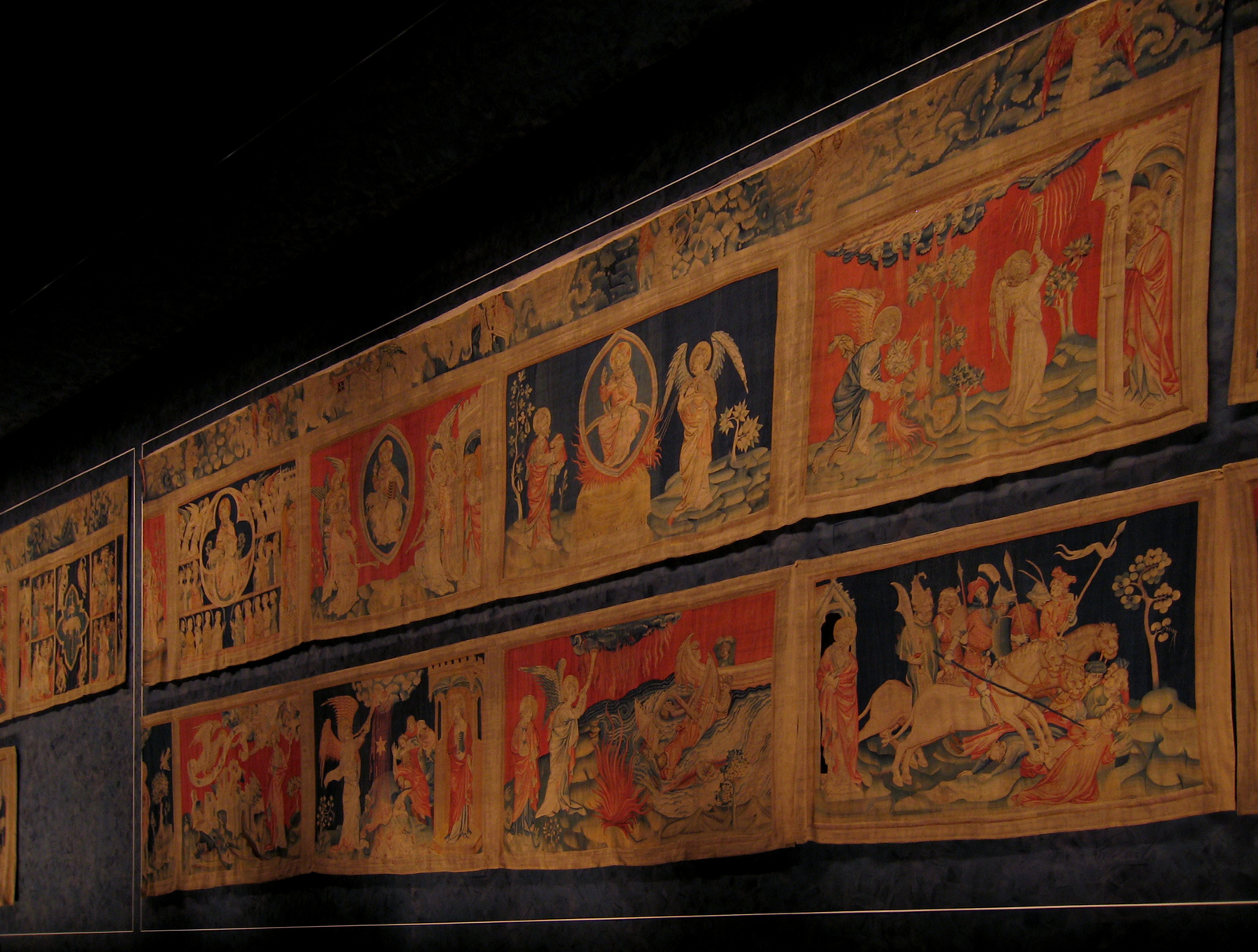
Vista d'insieme di un tratto dell'Arazzo

La galleria fu costruita tra il 1953 e il 1954 dal capo architetto dei monumenti storici Bernard Vitry per ospitare l'omonimo arazzo, che misura complessivamente 103 metri di lunghezza per 4,5 metri di altezza. La galleria è alta nove metri ed è leggermente ribassata rispetto al suolo in modo da non superare l'altezza delle pareti. La galleria forma un angolo retto e cade sul percorso dei vecchi edifici che chiudevano la corte signorile. La prima parte è lunga 40 metri, la seconda 56. Per renderla armonica con gli edifici circostanti le facciate furono rivestite interamente con dello scisto. All'interno, la galleria presenta dei rigonfiamenti in larghezza dovuti alla presenza delle torri della cinta.
L'arazzo dell'Apocalisse fu conservato qui sin dal 1954, nonostante le aperture lasciassero passare la luce esterna che ne avrebbe potuto rovinare i colori. Nel 1975 furono perciò installate delle tende, e nel 1980 vennero posizionate delle barre affinché l'arazzo non venisse a contatto con il muro. Inizialmente la galleria aveva uno sfondo rosso, quindi, nel 1982, questo venne sostituito da uno beige e nel 1996 da uno blu scuro. Per limitare il degrado dei colori, la temperatura viene oggi mantenuta costante e la luce è filtrata. L'arazzo non solo rappresenta l'Apocalisse, ma fornisce anche una grande quantità di informazioni riguardanti gli usi e i costumi tipici del XIV secolo.

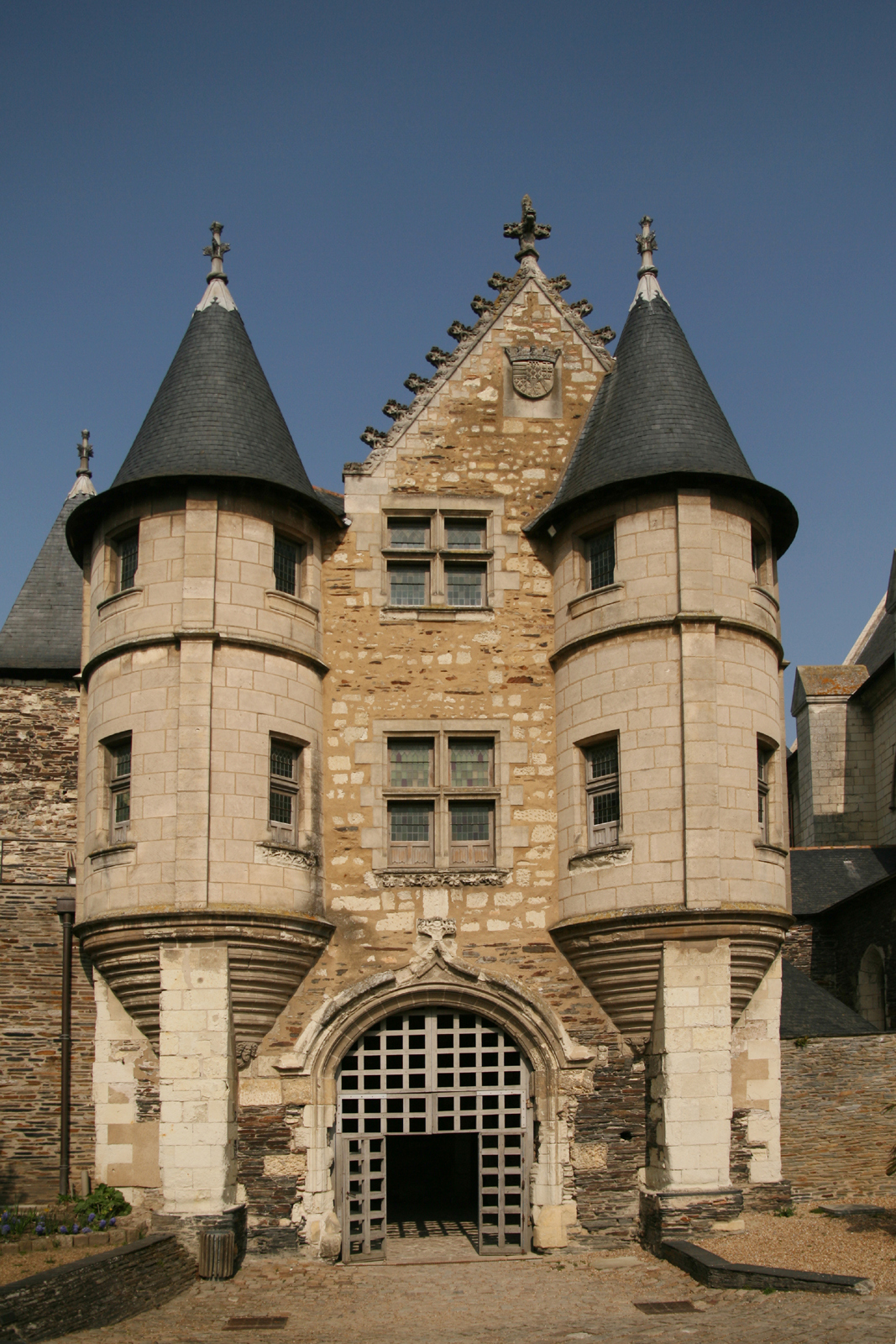
Vista del versante esterno del Castelletto

#### Castelletto
Il castelletto è l'entrata al cortile signorile venendo da ambo le porte. Fu fatto costruire dal duca Renato d'Angiò e venne completato nel 1456. È opera dell'architetto angioino Guillaume Robin.
Sopra il passaggio per accedere al cortile, si compone di due piani con una torretta che ospita la scala. È affiancato da tre torri sporgenti sostenute da contrafforti e coperte da un tetto conico, proprio come nel castelletto del castello di Saumur. Le torrette sono fuori dall'asse dell'edificio, così da conferirgli un aspetto asimmetrico. Il tetto dell'edificio principale è il risultato di una modifica apportata durante la costruzione. Il portico d'ingresso ha un arco ribassato sormontato da un archivolto "a parentesi graffa": dal lato del cortile l'arco parte da un lato da un capitello, mentre dall'altro scende a terra direttamente.
L'interno è costituito da un piano e da un sottotetto. Il piano venne in seguito abitato dal figlio di Renato, Giovanni II di Lorena; quindi divenne una prigione nel 1707.

#### Cappella

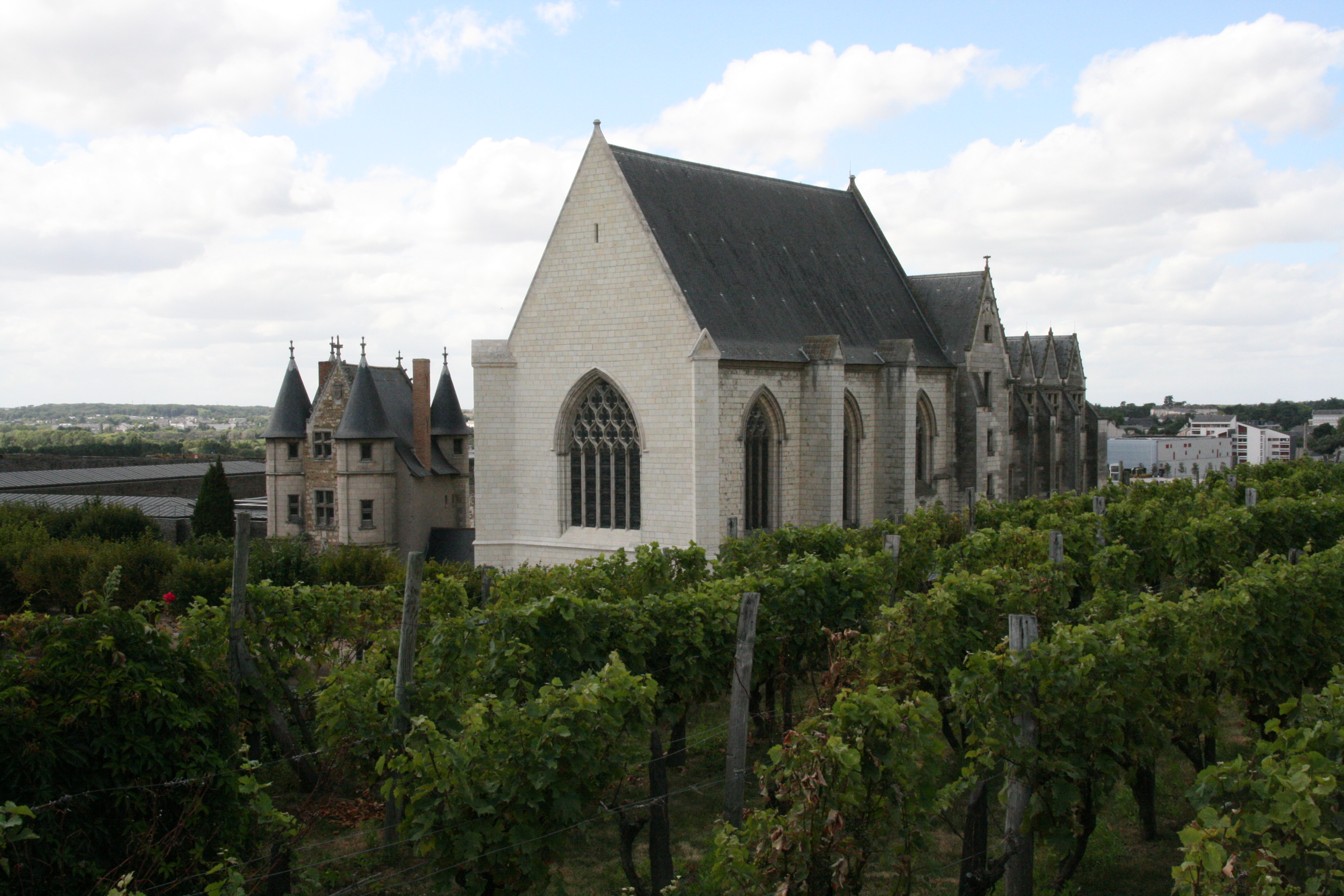
La cappella del castello vista dalle mura

All'interno del castello si trova la cappella costruita su volontà di Iolanda d'Aragona, moglie di Luigi II d'Angiò. La sua costruzione iniziò nel 1405 e si concluse nel 1413. Dedicata a San Giovanni Battista, con la sua navata unica rettangolare e i tre archi angioini, essa riprende lo stile architettonico gotico-angioino. L'edificio è ampio (lungo 22,85 metri e largo 11,90) e basso (le volte sono di 14,90 metri) con le decorazioni tipiche del XV secolo. Le tre chiavi di volta sono finemente scolpite: la prima rappresenta gli stemmi di Luigi II e Iolanda, la seconda è decorata con lo scudo coronato di Luigi II, la terza contiene una doppia croce, simbolo della Vera croce d'Angiò, reliquiario di proprietà della Casa d'Angiò che venne esposto nella cappella tra il 1412 e il 1456. Le porte visibili ora sono quelle gotiche originali.
Sul lato sud è stato collocato un oratorio signorile, o loggia: costruito sotto Iolanda, venne migliorato da Renato che vi aggiunse un triplo arco scolpito con vista sull'altare. L'oratorio è decorato, dal lato della cappella, con cornici di pietra, anche se tutti gli ornamenti più importanti sono stati distrutti durante l'occupazione militare dell'edificio. Vi si accede tramite una porta esterna o dalla cappella; un camino, nascosto dall'esterno da un contrafforte e un pinnacolo, riscaldava la struttura.
L'illuminazione avviene principalmente attraverso il lato rivolto verso est, e inoltre ogni campata è illuminata da due finestre, una a nord e una a sud. Le finestre originali sono state distrutte, tuttavia è ancora possibile trovare nel baldacchino sud della prima campata i resti di un vetro colorato quattrocentesco originariamente appartenente all'abbazia di Louroux: trasportato nel 1812 presso la chiesa di Vernantes, fu posto nel 1901 presso il Museo di Archeologia e ricomposto nella cappella del vecchio ospedale di San Giovanni d'Angers. Giunse nella cappella del castello nel 1951. Un ritratto raffigura il re Renato e sua moglie Giovanna di Laval inginocchiati in preghiera di fronte alla Vergine.

#### Casa Reale

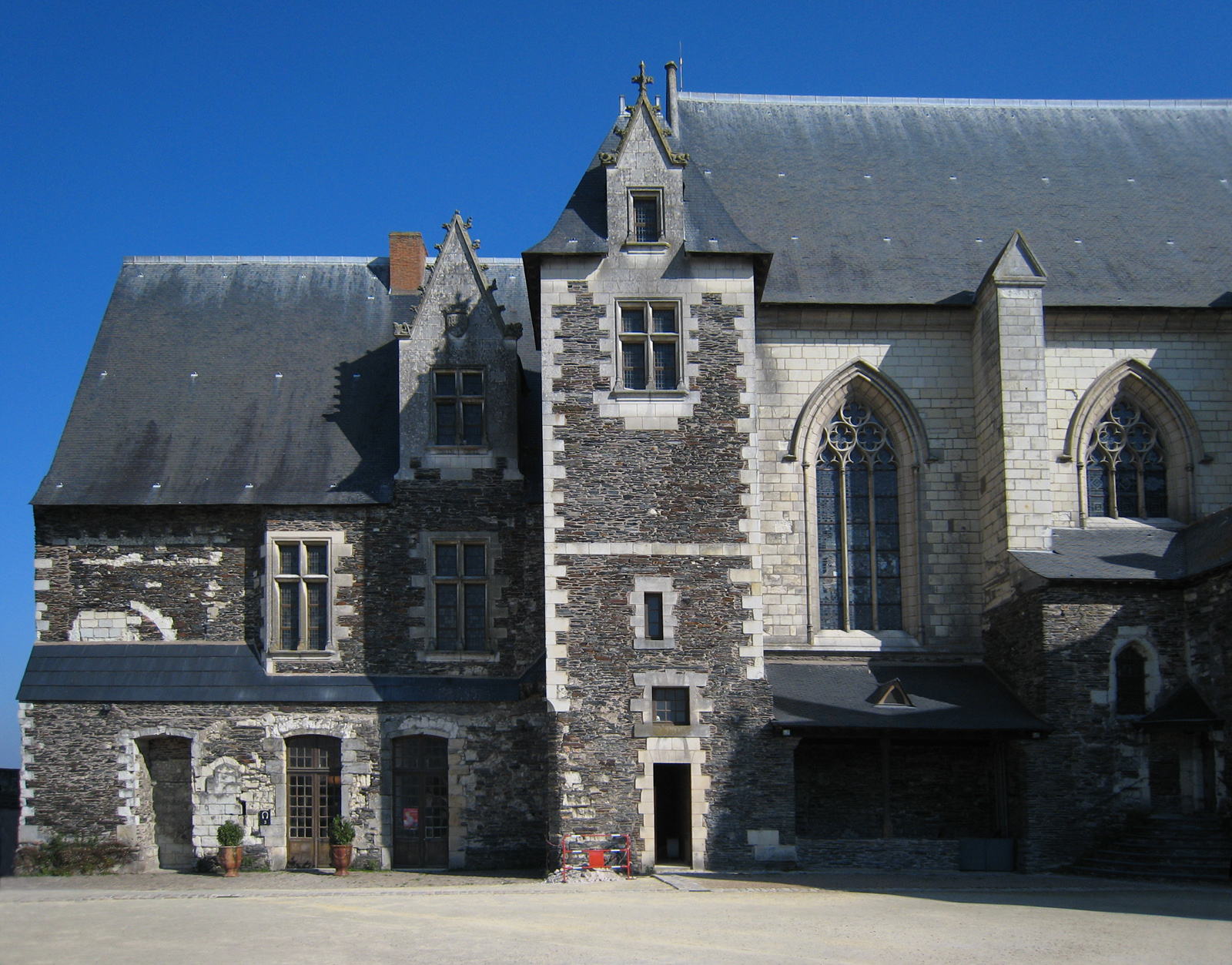
La casa Reale

La casa Reale fu fatta costruire da Luigi II d'Angiò nel 1410: in quel periodo gli edifici si allungavano fino quasi al Maine per tornare alla sala Grande, chiudendo il cortile, mentre oggi rimane solo il tratto di edificio adiacente alla cappella, essendo stata parzialmente distrutta nel 1858.

#### Alloggio del governatore

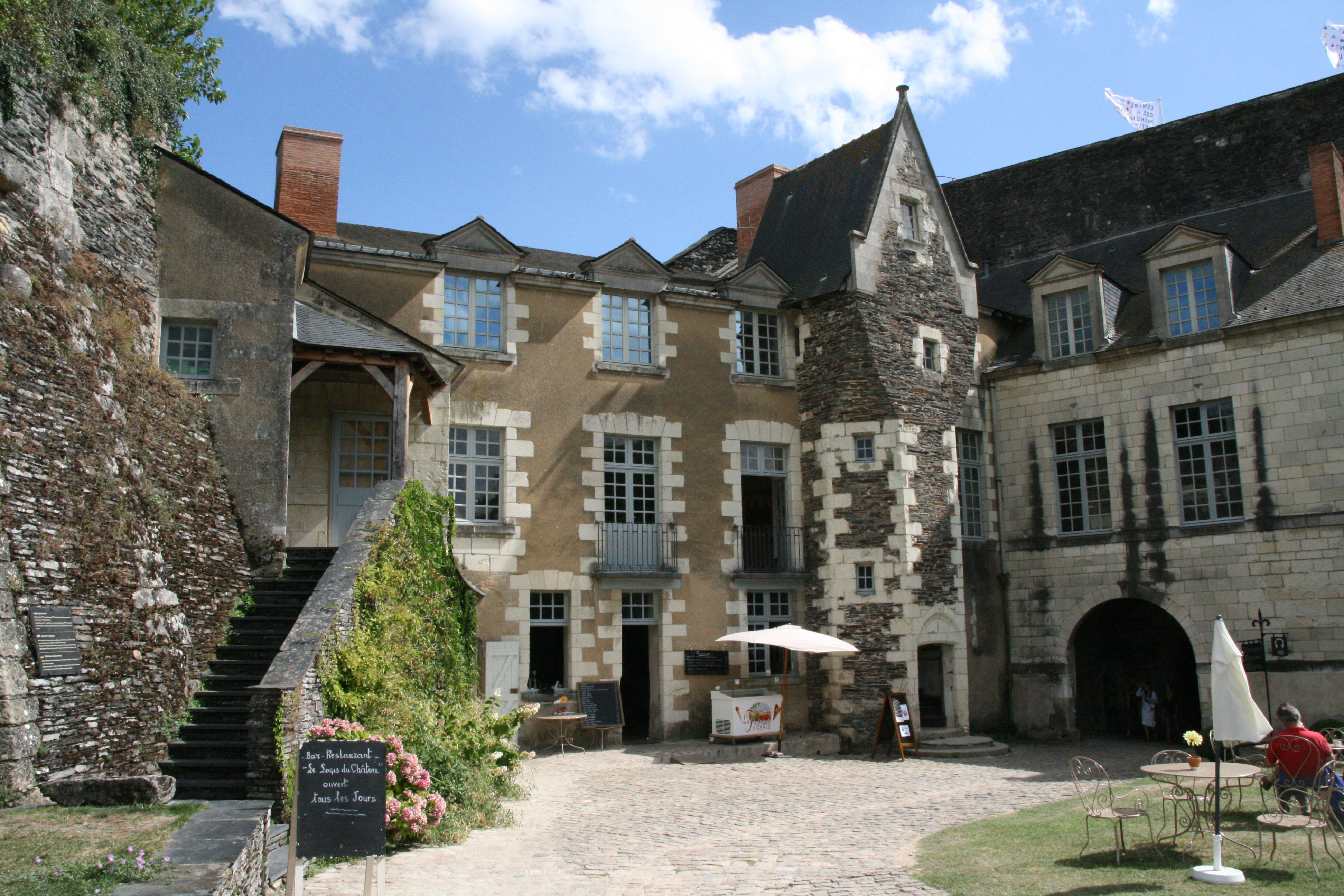
L'alloggio del governatore

L'edificio attuale risale al XVIII secolo, mentre le due ali che lo fiancheggiano sono della seconda metà del XVI secolo. Durante la costruzione del palazzo attuale venne aperta una grande vetrata sul lato est. L'edificio ha quattro camere al primo piano; nel secondo, le finestre furono posizionate per ottimizzare l'illuminazione e non lasciare nessun angolo al buio.

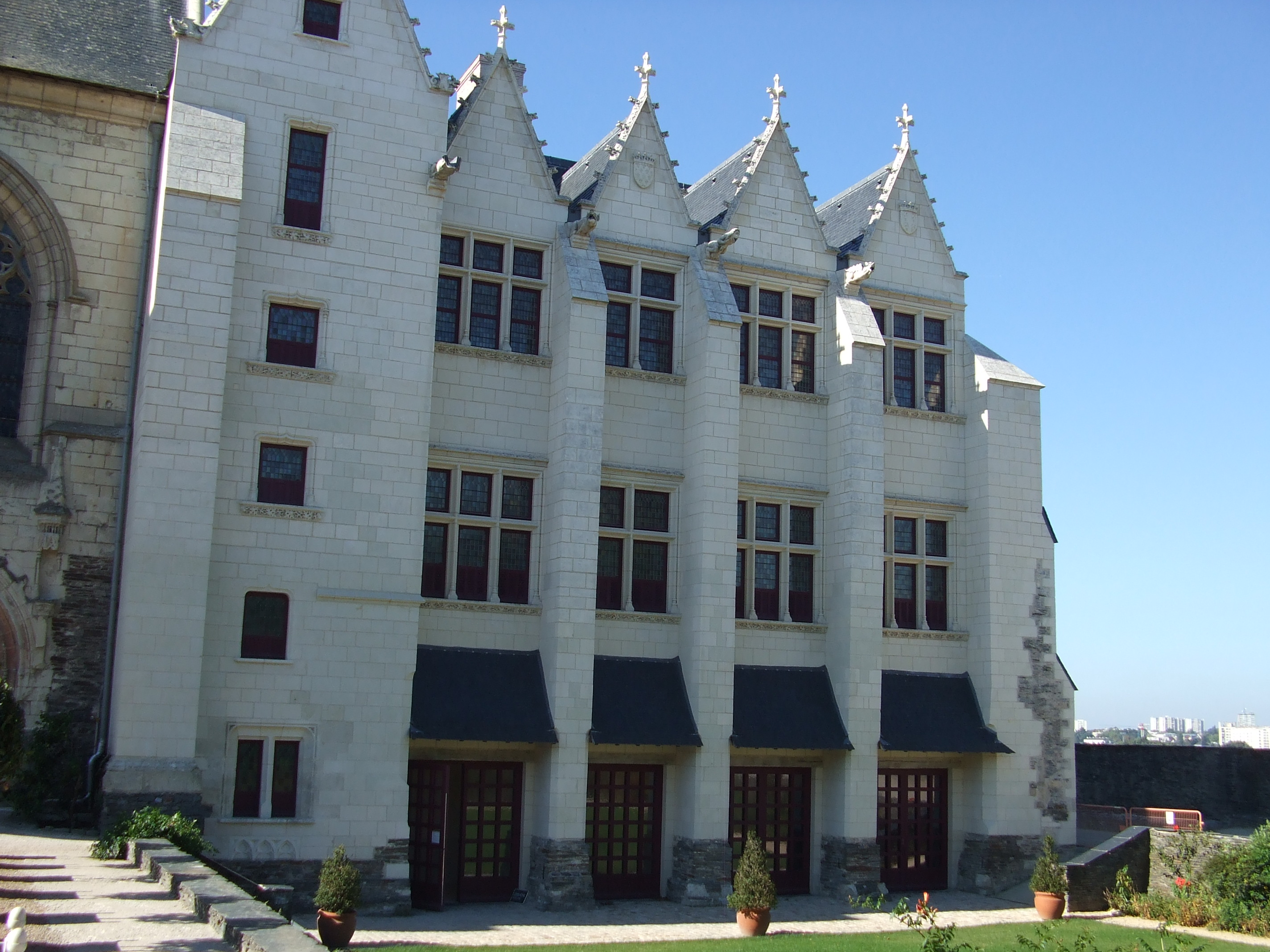
La galleria del re Renato restaurata in seguito all'incendio

#### Galleria del re Renato
La Galleria del re Renato fu costruita tra il 1435 e il 1453 dal duca Renato d'Angiò. È composta da quattro blocchi separati da contrafforti, sotto ognuno dei quali sono state costruite due finestre per l'illuminazione dei due piani della galleria. Gli architetti del duca d'Angiò, Jean Gendrot e André Robin, eseguirono una facciata in gran parte in vetro, molto insolita nel XV secolo. La galleria misura quindici metri di larghezza con una lunghezza di ventitré metri e vi sono ben undici finestre. Le chiavi di volta del primo piano sono decorate con disegni degli stemmi di Renato d'Angiò o con la croce d'Angiò, mentre nella parte inferiore della galleria una porta murata testimonia l'antica presenza di altri edifici, ora distrutti.
La scala è nell'angolo formato dalla cappella e dalla Casa reale e collega il primo e il secondo piano della casa; inoltre, tramite la stessa scala, si accede alla soffitta della cappella. La parte superiore della scala è chiusa da sedici volte separate da nervature, e dove queste si incontrano si leggono due lettere del motto di Renato: EN DI EU EN SO IT (En Dieu, en soit, contrazione di soit selon la volonté de Dieu; in italiano: Sia secondo la volontà di Dio).
La costruzione della galleria e della scala permise l'accesso indipendente ad alcune parti del palazzo. Fornisce anche un doppio accesso e all'alloggio del Siniscalco d'Angiò e al cortile nord, dove si tenevano feste e cerimonie.

## Turismo

### Gestione
Il castello è gestito dal Centre des monuments nationaux e nel 2013 ha ospitato 184518 visitatori. Il suo amministratore, dal 2011, è Patricia Corbet, succeduta ad Antoine Lataste (dal 2009 al 2011), a sua volta successore di Gérard Cieslik (2006-2009).

### Visite ed entrate negli anni
| Anno    | 1997   | 1998   | 1999   | 2000   | 2001   | 2002   | 2003   | 2004   | 2005   | 2006   | 2007   | 2008   | 2009   | 2010   | 2011   | 2012   | 2013   | 2014   |
| ------- | ------ | ------ | ------ | ------ | ------ | ------ | ------ | ------ | ------ | ------ | ------ | ------ | ------ | ------ | ------ | ------ | ------ | ------ |
| Accessi | 173702 | 168806 | 171404 | 170991 | 160583 | 171378 | 141171 | 145724 | 139543 | 136367 | 150    | 143883 | 188550 | 168607 | 180931 | 166533 | 184518 | 204238 |
| Entrate | 597939 | 601754 | 599258 | 553324 | 582120 | 593759 | 558333 | 576061 | 633107 | 657222 | 724658 | 760515 | 671293 | 578072 | 614403 | 697726 | 776322 | 885254 |
| Fonti   | [ 79 ] | [ 79 ] | [ 79 ] | [ 79 ] | [ 79 ] | [ 79 ] | [ 80 ] | [ 81 ] | [ 82 ] | [ 83 ] | [ 84 ] | [ 85 ] | [ 86 ] | [ 87 ] | [ 88 ] | [ 89 ] | [ 75 ] | [ 90 ] |